# Giovanni Bernardino Azzolino

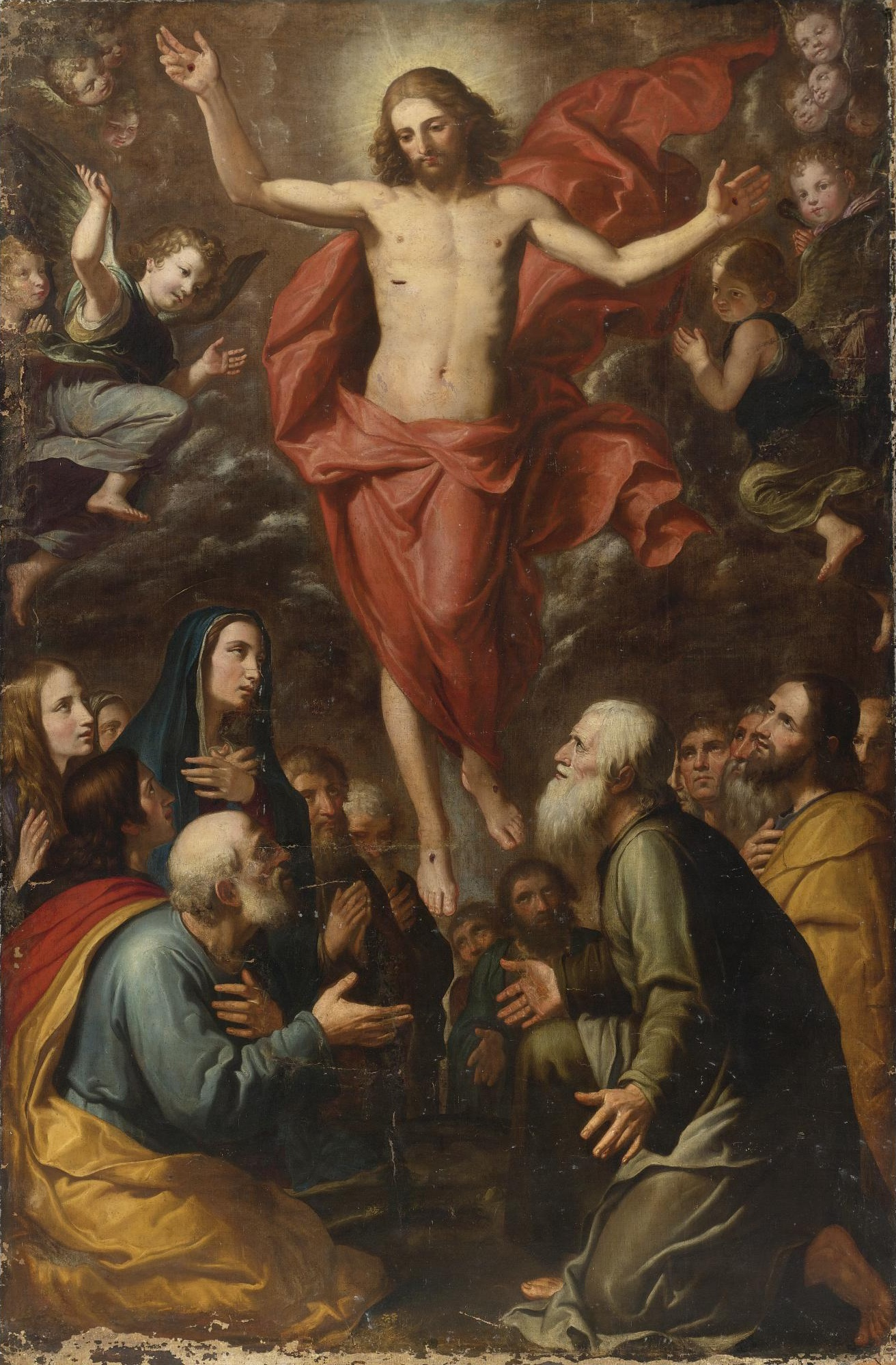
Giovanni Bernardino Azzolino: Christi Himmelfahrt, um 1610, Öl auf Leinwand, 242,5 × 158,8 cm, Privatsammlung (?)

Giovanni Bernardino Azzolino, gen. Il Siciliano  (eigentlich: Giov. Bern. Ragano; * um 1572 in Cefalù; † 12. Dezember 1645 in Neapel) war ein italienischer Maler, Bildhauer und Wachskünstler zwischen Spätmanierismus und Frühbarock, der zur neapolitanischen Schule gezählt wird.

## Leben und Wirken
Die Biografie von Azzolino wurde erst in jüngerer Zeit erarbeitet, über seine Figur herrschte lange Zeit Verwirrung und er war unter drei verschiedenen Namen mit unterschiedlichem biografischem Profil bekannt: „Giovan Bernardino Siciliano“ (Bernardo de Dominici, 2008, S. 229–256), „Giovan Bernardino Azzolini, oder Asolini“ (Raffaello Soprani, 1674, S. 312; und De Dominici) und „Asoleni napolitano“ (Pellegrino Antonio Orlandi, 1733, S. 239). Darüber hinaus setzte De Dominici nach seiner Gewohnheit einige mittlerweile widerlegte Anekdoten über den Maler in die Welt, zum Beispiel, dass er angeblich ein „jungfräuliches“ Leben geführt habe.
Azzolino wurde um 1572 in Cefalù auf Sizilien geboren, laut seinem Testament vom 9. Dezember 1633 als Sohn des Andrea Ragano d’Acquaviva, „welcher seinen Namen von Andrea in Antonio änderte, und den Nachnamen von Ragano in Azzolino...“.
Um 1592 ging er nach Neapel, wo er sein weiteres Leben verbrachte. Dort heiratete er 1594 die aus Palermo stammende Adlige Antonia D’India, die ihm 15 Kinder gebar, von denen aber nur sechs überlebten. Von diesen ergriffen die beiden Söhne Gabriele und Andrea auch das Malerhandwerk, aber mit wenig Erfolg; die Tochter Caterina heiratete 1616 den bedeutenden spanischen Maler Jusepe de Ribera; eine andere Tochter Francesca heiratete 1632.
Azzolino kam möglicherweise gemeinsam mit Luigi Rodriguez aus Messina nach Neapel. Die Tatsache, dass beide in den Quellen als „Siciliano“ bezeichnet werden, hat zu einigen Zuschreibungsproblemen im Werk der beiden Maler geführt.
Die ersten neapolitanischen Jahre Azzolinos liegen im Dunkel, möglicherweise arbeitete er unter Cavalier d’Arpino oder Belisario Corenzio an den Dekorationen in der Certosa di San Martino mit, jedenfalls sind Einflüsse von Cavalier d’Arpino in Azzolinos frühen Werken zu erkennen.

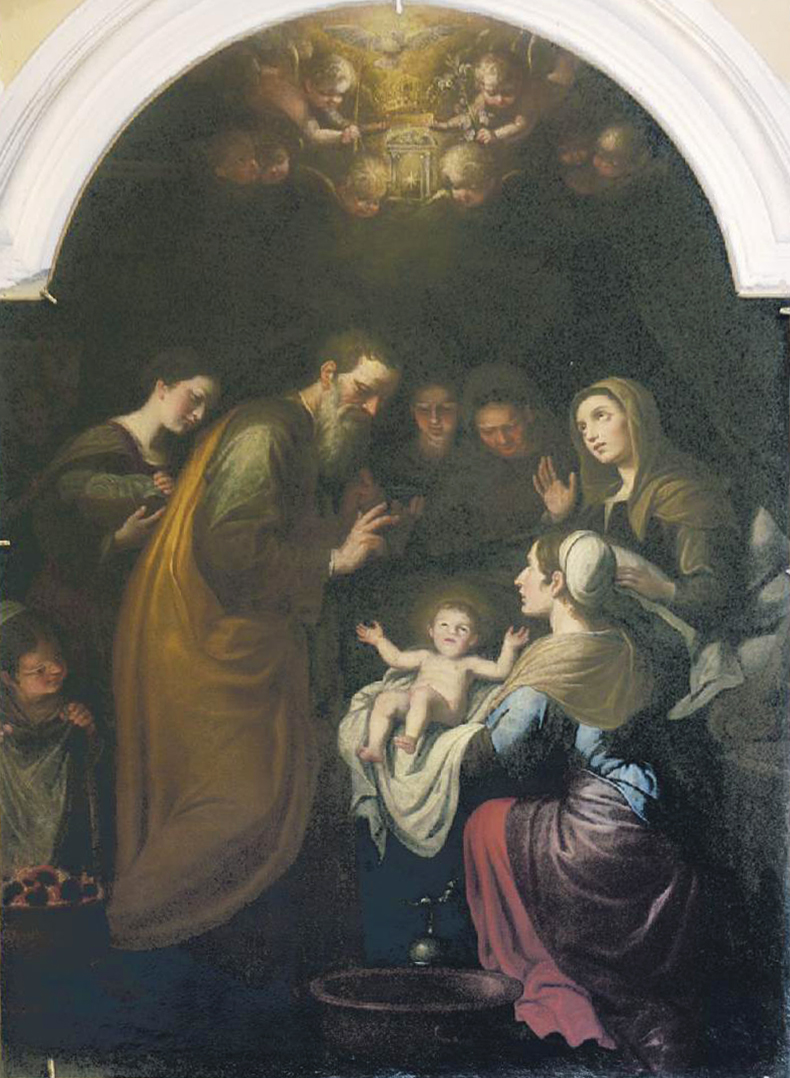
Geburt der Maria, (ursprl. in der Chiesa della Natività di Maria, Gaeta) Museo diocesano, Gaeta

Sein erster wichtiger öffentlicher Auftrag war eine 1599 gemeinsam mit Giulio dell’Oca ausgeführte, aber nicht erhaltene Freskendekoration in der Chiesa dello Spirito Santo. Im selben Jahr wurde Azzolinos Sohn Gabriele geboren, dessen Taufpate der erfolgreiche neapolitanische Maler Fabrizio Santafede war, welcher ebenfalls einen sichtbaren künstlerischen Einfluss auf Azzolino ausübte.
In den folgenden Jahren schuf er Dekorationen und Altarbilder in den neapolitanischen Kirchen Santa Maria la Nova und in drei Kapellen der Chiesa di Gesù e Maria (1603–1610); zu den letzteren gehören eine Madonna mit den Hl. Thomas von Aquin und Katharina von Alexandria in der Cappella Ambrosino (1605) und eine Rosenkranzmadonna (1609) in der Cappella Romano.
Ein signiertes Werk ist das Altarbild Pfingsten für die Kirche San Francesco a Caiazzo.
Azzolino blieb auch nach dem aufsehenerregenden Erfolg von Caravaggio in Neapel im Großen und Ganzen seinem von Santafede beeinflussten Stil treu, auch wenn er hier und da caravaggeske Anregungen aufnahm.
Zu seinen wichtigsten Werken zählen die 1612 bis 1614 entstandene Rosenkranzmadonna für Santa Maria della Sanità, eine Allerheiligenmadonna (um 1620) für die Cappella Muscettola in Gesù Nuovo, und ein Madonnenbild für die Santissima Trinità dei Pellegrini.
Ab 1614 hatte er seine Wohnung und Werkstatt in der Straße Santo Spirito di Palazzo. Nach 1616 macht sich auch ein gewisser Einfluss durch seinen Schwiegersohn Jusepe de Ribera bemerkbar, etwa in der Beweinung Christi im Presbyterium der Girolamini-Kirche, die Affinitäten zu Riberas berühmter Pietà in der National Gallery von London zeigt. In der Bildergalerie der Girolamini befindet sich außerdem eine Mystische Hochzeit der hl. Agnes von Azzolinos Hand.
Zu den bedeutendsten Mäzenen Azzolinos gehörte Marcantonio Doria aus Genua, in dessen Sammlung sich 1620 etwa 50 Werke des Künstlers befanden, darunter Porträts und Landschaften und wahrscheinlich auch einige Skulpturen aus Wachs. Von Marcantonio Doria erhielt Azzolino auch den Auftrag für die heute größtenteils verlorene Dekoration der Klosterkirche Santissima Trinità delle Monache (1623–1631), die er mit Unterstützung durch seinen Sohn Gabriele und durch Jusepe de Ribera schuf. Auch Azzolinos Verkündigung (1633) im Monastero delle Suore turchine in Genua war ein Auftrag des Doria.
1626–1627 malte er zwei Gemälde für den Pio Monte della Misericordia und für die Kirche San Pietro Martire. In Azzolinos Spätwerk und bei Gemälden für die Provinz, wie in der Wirksamkeit des Rosenkranzes (vor 1640) für die Kathedrale von Acerra, macht sich eine deutliche Beteiligung der Werkstatt negativ bemerkbar.
Nach seinem Tode am 12. Dezember 1645 wurde Bernardino Azzolino in Neapel in der Gemeinschaftsgruft der Bruderschaft der Congregazione della Madonna dei Sette Dolori („Kongregation der Madonna der sieben Schmerzen“) in der Straße Santo Spirito di Palazzo, wo er wohnte, bestattet.